# Asley González
Asley González Montero (Villa Clara, Kuba, 5. rujna 1989.) kubanski je judaš koji se natječe u kategoriji do 90 kg.

## Životopis

### Športska karijera
Judaš je na nacionalnom prvenstvu nakon dva treća mjesta (2008. i 2009.) u razdoblju od 2010. do 2012. bio tri puta uzastopni prvak Kube u judu. Tim titulama pridodan je i naslov viceprvaka na Panameričkim igrama 2011. u Guadalajari.
U kolovozu 2011. Asley je González sudjelovao na svjetskom prvenstvu u Parizu gdje je u svojoj težinskoj kategoriji osvojio broncu.
Na svojim prvim olimpijskim igrama u Londonu 2012. González je poražen u finalu od južnokorejskog predstavnika Song Dae-Nama.

## Olimpijske igre

### OI 2012. London
| London 2012.       | London 2012. | London 2012.    | London 2012.    |
| Protivnik          | Zemlja       | Uspjeh          | Natjecanje      |
| ------------------ | ------------ | --------------- | --------------- |
| Héctor Campos      | Argentina    | 1000:0; pobjeda | 1. krug         |
| Dmitri Gerasimenko | Srbija       | 11:2; pobjeda   | 2. krug         |
| Mark Anthony       | Australija   | 10:2; pobjeda   | četvrtzavršnica |
| Kiril Denisov      | Rusija       | 1000:1; pobjeda | poluzavršnica   |
| Song Dae-Nam       | Južna Koreja | 1:101; poraz    | završnica       |

## Vanjske poveznice
- Profil judaša